# Échangeur de Freyming
 (juin 2025).
Motif : Pas de sources. Voir Discussion:Échangeur de Shimukappu/Admissibilité.
- Archive Wikiwix
- Bing
- Cairn
- DuckDuckGo
- E. Universalis
- Gallica
- Google
- G. Books
- G. News
- G. Scholar
- Persée
- Qwant
- (zh) Baidu
- (ru) Yandex
- (wd) trouver des œuvres sur Wikidata

| 1. | Préciser le motif de la pose du bandeau. | Précisez le motif de la pose du bandeau en utilisant la syntaxe suivante : {{admissibilité à vérifier\|date=juin 2025\|motif=remplacez ce texte par le motif}}                             |
| 2. | Informer les utilisateurs concernés.     | Pensez à avertir le créateur de l'article, par exemple, en insérant le code ci-dessous sur sa page de discussion : {{subst:avertissement admissibilité à vérifier\|Échangeur de Freyming}} |

L'échangeur de Freyming est un échangeur autoroutier situé sur le territoire de Betting près de Freyming-Merlebach (Moselle) à 2 kilomètres de la frontière franco-allemande. Il est composé d'un ensemble de bretelles et de deux giratoires. L'échangeur permet le débranchement de l'autoroute A4 (Paris-Strasbourg) vers Forbach et Sarrebruck par l'autoroute A320 d'une part, et la desserte locale d'autre part.
L'échangeur est créé en 1976 sur l'autoroute A32 de l'époque entre Metz et Sarrebruck afin de la connecter à une nouvelle autoroute nommée A34 vers Strasbourg. En 1982, les tronçons depuis Freyming de l'A32 vers Metz et de l'A34 vers Strasbourg sont renommés A4. En 1996, le tronçon restant de l'A32 vers Sarrebruck est renommé A320.
En 2008, le pont principal de l'échangeur est rénové.

## Axes concernés
- l'autoroute A4 reliant Paris à Strasbourg ;
- l'autoroute A320 vers Forbach et Sarrebruck ;
- la RD 603 (ex-RN 3) (axe Metz-Forbach) ;
- la RD 80 (desserte locale de Freyming-Merlebach et Betting).

## Dessertes
- Zone artisanale de Betting